# Pedro González
Pour les articles homonymes, voir González.
Pedro González est la capitale de la paroisse civile de Matasiete de la municipalité de Gómez dans l'État de Nueva Esparta au Venezuela.